# Selección femenina de fútbol de Senegal
La selección femenina de fútbol de Senegal (en francés Équipe du Sénégal féminine de football) el equipo formado por jugadoras de nacionalidad senegalesa que representa a la Federación Senegalesa de Fútbol en las competiciones oficiales organizadas por la Confederación Africana de Fútbol y la FIFA.

## Estadísticas

### Copa Mundial Femenina de Fútbol
| Edición | Resultado               | Posición                | PJ                      | PG                      | PE                      | PP                      | GF                      | GC                      |
| ------- | ----------------------- | ----------------------- | ----------------------- | ----------------------- | ----------------------- | ----------------------- | ----------------------- | ----------------------- |
| 1991    | No existía la selección | No existía la selección | No existía la selección | No existía la selección | No existía la selección | No existía la selección | No existía la selección | No existía la selección |
| 1995    | No existía la selección | No existía la selección | No existía la selección | No existía la selección | No existía la selección | No existía la selección | No existía la selección | No existía la selección |
| 1999    | No existía la selección | No existía la selección | No existía la selección | No existía la selección | No existía la selección | No existía la selección | No existía la selección | No existía la selección |
| 2003    | No existía la selección | No existía la selección | No existía la selección | No existía la selección | No existía la selección | No existía la selección | No existía la selección | No existía la selección |
| 2007    | No clasificó            | No clasificó            | No clasificó            | No clasificó            | No clasificó            | No clasificó            | No clasificó            | No clasificó            |
| 2011    | No clasificó            | No clasificó            | No clasificó            | No clasificó            | No clasificó            | No clasificó            | No clasificó            | No clasificó            |
| 2015    | No clasificó            | No clasificó            | No clasificó            | No clasificó            | No clasificó            | No clasificó            | No clasificó            | No clasificó            |
| 2019    | No clasificó            | No clasificó            | No clasificó            | No clasificó            | No clasificó            | No clasificó            | No clasificó            | No clasificó            |
| 2023    | No clasificó            | No clasificó            | No clasificó            | No clasificó            | No clasificó            | No clasificó            | No clasificó            | No clasificó            |
| 2027    | Por disputarse          | Por disputarse          | Por disputarse          | Por disputarse          | Por disputarse          | Por disputarse          | Por disputarse          | Por disputarse          |
| Total   | 0/9                     | -                       | -                       | -                       | -                       | -                       | -                       | -                       |

### Copa Femenina Africana de Naciones
| Edición | Resultado                                  | Posición                                   | PJ                                         | PG                                         | PE                                         | PP                                         | GF                                         | GC                                         |
| ------- | ------------------------------------------ | ------------------------------------------ | ------------------------------------------ | ------------------------------------------ | ------------------------------------------ | ------------------------------------------ | ------------------------------------------ | ------------------------------------------ |
| 1991    | No existía la selección                    | No existía la selección                    | No existía la selección                    | No existía la selección                    | No existía la selección                    | No existía la selección                    | No existía la selección                    | No existía la selección                    |
| 1995    | No existía la selección                    | No existía la selección                    | No existía la selección                    | No existía la selección                    | No existía la selección                    | No existía la selección                    | No existía la selección                    | No existía la selección                    |
| 1998    | No existía la selección                    | No existía la selección                    | No existía la selección                    | No existía la selección                    | No existía la selección                    | No existía la selección                    | No existía la selección                    | No existía la selección                    |
| 2000    | No existía la selección                    | No existía la selección                    | No existía la selección                    | No existía la selección                    | No existía la selección                    | No existía la selección                    | No existía la selección                    | No existía la selección                    |
| 2002    | No existía la selección                    | No existía la selección                    | No existía la selección                    | No existía la selección                    | No existía la selección                    | No existía la selección                    | No existía la selección                    | No existía la selección                    |
| 2004    | No existía la selección                    | No existía la selección                    | No existía la selección                    | No existía la selección                    | No existía la selección                    | No existía la selección                    | No existía la selección                    | No existía la selección                    |
| 2006    | No clasificó                               | No clasificó                               | No clasificó                               | No clasificó                               | No clasificó                               | No clasificó                               | No clasificó                               | No clasificó                               |
| 2008    | No clasificó                               | No clasificó                               | No clasificó                               | No clasificó                               | No clasificó                               | No clasificó                               | No clasificó                               | No clasificó                               |
| 2010    | No clasificó                               | No clasificó                               | No clasificó                               | No clasificó                               | No clasificó                               | No clasificó                               | No clasificó                               | No clasificó                               |
| 2012    | Fase de grupos                             | 8.º                                        | 3                                          | 0                                          | 0                                          | 3                                          | 0                                          | 7                                          |
| 2014    | No clasificó                               | No clasificó                               | No clasificó                               | No clasificó                               | No clasificó                               | No clasificó                               | No clasificó                               | No clasificó                               |
| 2016    | No clasificó                               | No clasificó                               | No clasificó                               | No clasificó                               | No clasificó                               | No clasificó                               | No clasificó                               | No clasificó                               |
| 2018    | No clasificó                               | No clasificó                               | No clasificó                               | No clasificó                               | No clasificó                               | No clasificó                               | No clasificó                               | No clasificó                               |
| 2020    | Cancelado debido a la pandemia de COVID-19 | Cancelado debido a la pandemia de COVID-19 | Cancelado debido a la pandemia de COVID-19 | Cancelado debido a la pandemia de COVID-19 | Cancelado debido a la pandemia de COVID-19 | Cancelado debido a la pandemia de COVID-19 | Cancelado debido a la pandemia de COVID-19 | Cancelado debido a la pandemia de COVID-19 |
| 2022    | Cuartos de final                           | 5.º                                        | 5                                          | 2                                          | 2                                          | 1                                          | 4                                          | 2                                          |
| 2024    | Clasificó                                  | Clasificó                                  | Clasificó                                  | Clasificó                                  | Clasificó                                  | Clasificó                                  | Clasificó                                  | Clasificó                                  |
| Total   | 3/13                                       | 24.º                                       | 7                                          | 2                                          | 1                                          | 4                                          | 4                                          | 9                                          |

## Últimos y próximos encuentros
Actualizado al último partido jugado el 4 de junio de 2024
| Fecha      | Ciudad   | Local      | Resultado | Visitante  | Competición                    |
| ---------- | -------- | ---------- | --------- | ---------- | ------------------------------ |
| 08-04-2023 | Acra     | Ghana      | 3:0       | Senegal    | Partido amistoso               |
| 11-04-2023 | Acra     | Ghana      | 1:0       | Senegal    | Partido amistoso               |
| 14-07-2023 | Thiès    | Senegal    | 3:1       | Argelia    | Partido amistoso               |
| 18-07-2023 | Thiès    | Senegal    | 4:0       | Argelia    | Partido amistoso               |
| 22-09-2023 | Thiès    | Senegal    | 1:1       | Mozambique | Clas. Campeonato Femenino 2024 |
| 25-09-2023 | Thiès    | Mozambique | 1:2       | Senegal    | Clas. Campeonato Femenino 2024 |
| 30-11-2023 | Thiès    | Senegal    | 4:1       | Egipto     | Clas. Campeonato Femenino 2024 |
| 05-12-2023 | El Cairo | Egipto     | 0:0       | Senegal    | Clas. Campeonato Femenino 2024 |
| 01-06-2024 | Thiès    | Senegal    | 1:1       | Sudáfrica  | Partido amistoso               |
| 04-06-2024 | Thiès    | Senegal    | 0:2       | Sudáfrica  | Partido amistoso               |

## Jugadoras
La siguiente lista son las jugadoras convocadas para la Copa Africana de Naciones Femenina 2022.
| No. | Pos. | Jugador                | Fecha de nacimiento (edad)         | Apa. | Goles | Club                        |
| --- | ---- | ---------------------- | ---------------------------------- | ---- | ----- | --------------------------- |
| 1   | POR  | Thiaba Gueye Séné      | 14 de marzo de 1993 (32 años)      | 0    | 0     | Aigles Dakar                |
| 16  | POR  | Ndeye Meïssa Diaw      | 10 de diciembre de 1994 (30 años)  | 5    | 0     | St-Louis                    |
| 21  | POR  | Tening Séné            | 21 de enero de 1990 (35 años)      | 0    | 0     | Grand Yoff de Dakar         |
|     |      |                        |                                    |      |       |                             |
| 2   | DEF  | Marième Babou          | 13 de abril de 2003 (22 años)      | -    | -     | US Dakar                    |
| 3   | DEF  | Anta Dembele           | 15 de junio de 1994 (31 años)      | 5    | 0     | US Dakar                    |
| 4   | DEF  | Mame Diarra Diouf      | 6 de agosto de 1994 (31 años)      | 2    | 0     | US Dakar                    |
| 5   | DEF  | Ndeye Ndiaye Kané      | 2 de enero de 1997 (28 años)       | 2    | 0     | Grand Yoff de Dakar         |
| 8   | DEF  | Mbayang Sow            | 21 de enero de 1993 (32 años)      | 3    | 0     | US Dakar                    |
| 14  | DEF  | Salimata Ndiaye        | 17 de febrero de 1995 (30 años)    | 5    | 0     | St-Louis                    |
| 18  | DEF  | Meta Camara            | 14 de agosto de 1997 (28 años)     | 4    | 0     | Bourges                     |
| 26  | DEF  | Astou Sy               | 11 de diciembre de 1986 (38 años)  | -    | -     | Dakar Sacré Cœur            |
|     |      |                        |                                    |      |       |                             |
| 6   | MED  | Edmée Diagne           | 1 de mayo de 1998 (27 años)        | 4    | 0     | St-Louis                    |
| 10  | MED  | Ndeye Awa Diakhaté     | 2 de enero de 1997 (28 años)       | 4    | 2     | Marseille                   |
| 11  | MED  | Haby Baldé             | 1 de enero de 2000 (25 años)       | 4    | 0     | US Dakar                    |
| 12  | MED  | Safiétou Sagna         | 11 de abril de 1994 (31 años)      | 4    | 0     | Bourges                     |
| 13  | MED  | Jeannette Sagna        | 4 de agosto de 1999 (26 años)      | 5    | 0     | Dakar Sacré Cœur            |
| 15  | MED  | Jeanne Niang           | 5 de febrero de 1998 (27 años)     | 2    | 0     | Aigles Dakar                |
| 19  | MED  | Bineta Korkel Seck     | 11 de enero de 1998 (27 años)      | 0    | 0     | Dakar Sacré Cœur            |
| 20  | MED  | Korka Fall             | 19 de enero de 1990 (35 años)      | 4    | 0     | Aigles Dakaro               |
| 25  | MED  | Pascaline Bassene      | 22 de octubre de 2002 (22 años)    | -    | -     | US Parcelles Assainie Dakar |
|     |      |                        |                                    |      |       |                             |
| 7   | DEL  | Mama Diop              | 9 de octubre de 1994 (30 años)     | 4    | 3     | Marseille                   |
| 9   | DEL  | Nguenar Ndiaye         | 10 de enero de 1995 (30 años)      | 4    | 7     | Bourges                     |
| 17  | DEL  | Hapsatou Malado Diallo | 14 de abril de 2005 (20 años)      | 1    | 0     | US Dakar                    |
| 22  | DEL  | Gladys Irène Dacosta   | 21 de septiembre de 1995 (29 años) | 1    | 0     | US Dakar                    |
| 23  | DEL  | Astou Ngom             | 6 de marzo de 1994 (31 años)       | 1    | 1     | Cherbourg                   |
| 24  | DEL  | Coumba Sylla Mbodji    | 26 de agosto de 2003 (21 años)     | -    | -     | Dorades de Mbour            |
|     |      |                        |                                    |      |       |                             |